# Rand'Auvergne
La Rand'Auvergne est une classique enduro rassemblant 650 participants se déroulant sur deux jours autour d'Ambert dans le Puy-de-Dôme.

## Histoire
La Rand'Auvergne est une des grandes classiques de l'enduro avec 400 kilomètres à parcourir et 10 spéciales chronométrées. Elle est née en 1991 avec une première édition rassemblant 250 participants.
Le 28 juin 2009, Luc Alphand est victime d'un grave accident de moto dans le cadre de la Rand'Auvergne. Il est évacué au CHU de Clermont-Ferrand.

## Palmarès
Le pilote qui a remporté le plus de fois la Rand'Auvergne est Marc Germain avec 7 éditions (2004, 2005, 2006, 2007, 2009, 2010, 2011) suivi de David Frétigné avec  6 victoires (1994, 1996, 1997, 2000, 2001, 2003) et de Jérémy Tarroux avec 4 victoires (2017, 2019, 2021, 2023).
En 2024, c'est Valérian Débaud qui s'est imposé pour la toute première fois du côté d'Ambert en devançant Jérémy Tarroux et Hugo Blanjoue.
| Edition | Vainqueur            | 2e                 | 3e                  |
| ------- | -------------------- | ------------------ | ------------------- |
| 1991    | Jean-Pierre Charles  | Jean-Louis Miroir  | Laurent Charbonnel  |
| 1992    | Laurent Charbonnel   | Alain Olivier      | Jean-Louis Miroir   |
| 1993    | Laurent Charbonnel   | Alain Olivier      | Marc Moralès        |
| 1994    | David Frétigné       | Laurent Pidoux     | Laurent Charbonnel  |
| 1995    | Stéphane Peterhansel | Eric Bernard       | Laurent Charbonnel  |
| 1996    | David Frétigné       | Christophe Croizet | Luca Trussardi      |
| 1997    | David Frétigné       | Christophe Croizet | Laurent Charbonnel  |
| 1998    | Christophe Croizet   | Christian Boulet   | Richard Sainct      |
| 1999    | Olivier Samofal      | Richard Sainct     | Laurent Charbonnel  |
| 2000    | David Frétigné       | Christophe Croizet | Cyril Esquirol      |
| 2001    | David Frétigné       | Cyril Despres      | Richard Sainct      |
| 2002    | Emmanuel Albepart    | Olivier Samofal    | Sébastien Guillaume |
| 2003    | David Frétigné       | Olivier Samofal    | Emmanuel Albepart   |
| 2004    | Marc Germain         | David Frétigné     | Emmanuel Albepart   |
| 2005    | Marc Germain         | Fabien Planet      | Emmanuel Albepart   |
| 2006    | Marc Germain         | Fabien Planet      | Emmanuel Albepart   |
| 2007    | Marc Germain         | Emmanuel Albepart  | Fabien Planet       |
| 2008    | Mickaël Pichon       | Marc Germain       | David Frétigné      |
| 2009    | Marc Germain         | Julien Gauthier    | David Frétigné      |
| 2010    | Marc Germain         | Fabien Planet      | Emmanuel Albepart   |
| 2011    | Marc Germain         | Emmanuel Albepart  | Sylvain Lebrun      |
| 2012    | Emmanuel Albepart    | Julien Gauthier    | Fabien Planet       |
| 2013    | Marc Bourgeois       | Emmanuel Albepart  | Sylvain Lebrun      |
| 2014    | Marc Bourgeois       | Fabien Planet      | Emmanuel Albepart   |
| 2015    | Marc Bourgeois       | Jérémy Tarroux     | Julien Gauthier     |
| 2016    | Marc Bourgeois       | Jérémy Tarroux     | Jérémy Joly         |
| 2017    | Jérémy Tarroux       | Julien Gauthier    | Jérémy Miroir       |
| 2018    | Johnny Aubert        | Julien Gauthier    | Jérémy Miroir       |
| 2019    | Jérémy Tarroux       | Julien Gauthier    | Jérémy Miroir       |
| 2020    | Annulée              |                    |                     |
| 2021    | Jérémy Tarroux       | Jérémy Miroir      | Christophe Nambotin |
| 2022    | Till De Clercq       | Julien Gauthier    | Marc Germain        |
| 2023    | Jérémy Tarroux       | Till De Clercq     | Loïc Larrieu        |
| 2024    | Valérian Debaud      | Jeremy Tarroux     | Hugo Blanjoue       |